# 台制
台制是台灣所採用的度量衡制度。在台灣日治時期臺灣總督府多次頒布度量衡相關法規，逐步以日本的尺貫法統一臺灣的度量衡制度。故部份臺制度量衡單位的數值與日制相同，如現今慣用的「台斤」、「台尺」。另外也有部分單位是延續自其他時期，如源自於荷治時期的面積單位「甲」。大正十三年（1924年），臺灣總督府試圖推動公制度量衡（国际单位制），但不成功。
民國73年（1984年），《度量衡法》全文修正後，主管度量衡相關事務的經濟部中央標準局曾一度強制取締非公制的度量衡器，以利全面推行公制、淘汰台制，但遭民間反彈，並引發中央與臺灣省議會之爭，最後並未徹底落實。在臺灣本島，傳統市場至今仍普遍使用台制單位，市場中所稱之「斤」即為台斤。此外，雖然目前政府機構以公制單位登記面積，但源自日本的面積單位「坪」及荷蘭的「甲」等台制單位，在臺灣民間還是頗為常見。

## 總覽

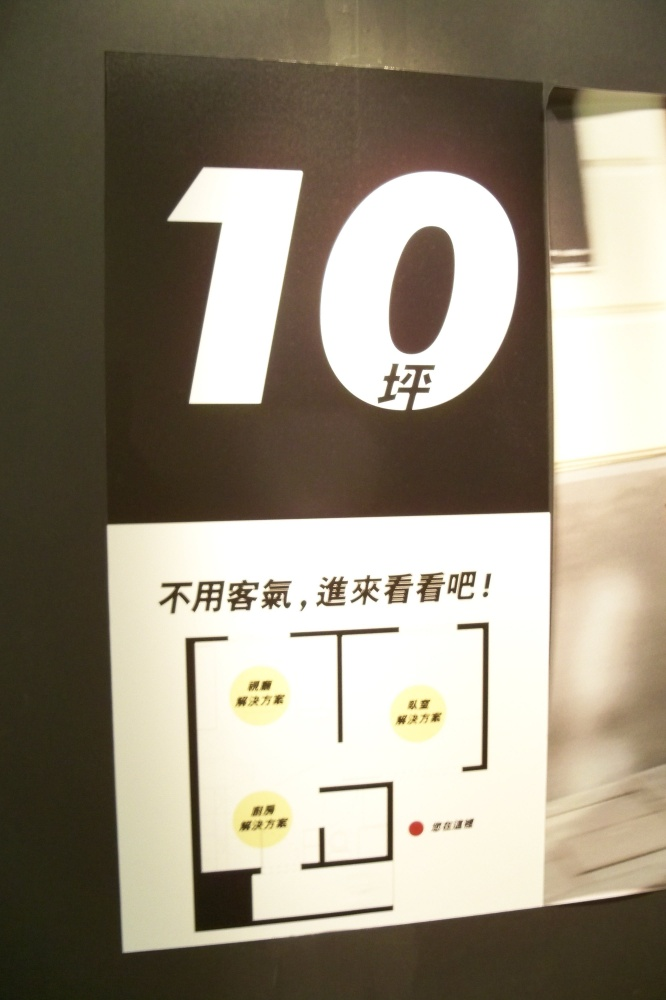
宜家家居內以「坪」為面積單位的展示空間

- 長度
  - 台丈
  - 台尺
  - 台寸
  - 台分

- 重量
  - 台斤
  - 台兩
  - 錢

- 面積
  - 犁
  - 甲 （此為荷蘭單位）[5]
  - 分 （此為荷蘭單位）
  - 畝 （此為日本單位）
  - 坪 （此為日本單位）
  - 丁 （此為日本單位）

- 容積
  - 斗
  - 升
  - 合

## 單位換算

### 長度
- 1 台丈 = 10 台尺 = 100 台寸

公制換算
- 1 台丈 = 10 台尺 = {\displaystyle {\frac {100}{33}}} 公尺 = 3.03 公尺
- 1 台尺（日尺）[6] = {\displaystyle {\frac {10}{33}}} 公尺[7] = 0.30 公尺
- 1 台寸 = 0.1台尺 = {\displaystyle {\frac {1}{33}}} 公尺 = 0.03 公尺
- 1 台分 = 0.1台寸 = {\displaystyle {\frac {1}{330}}} 公尺 = 0.003 公尺

### 重量

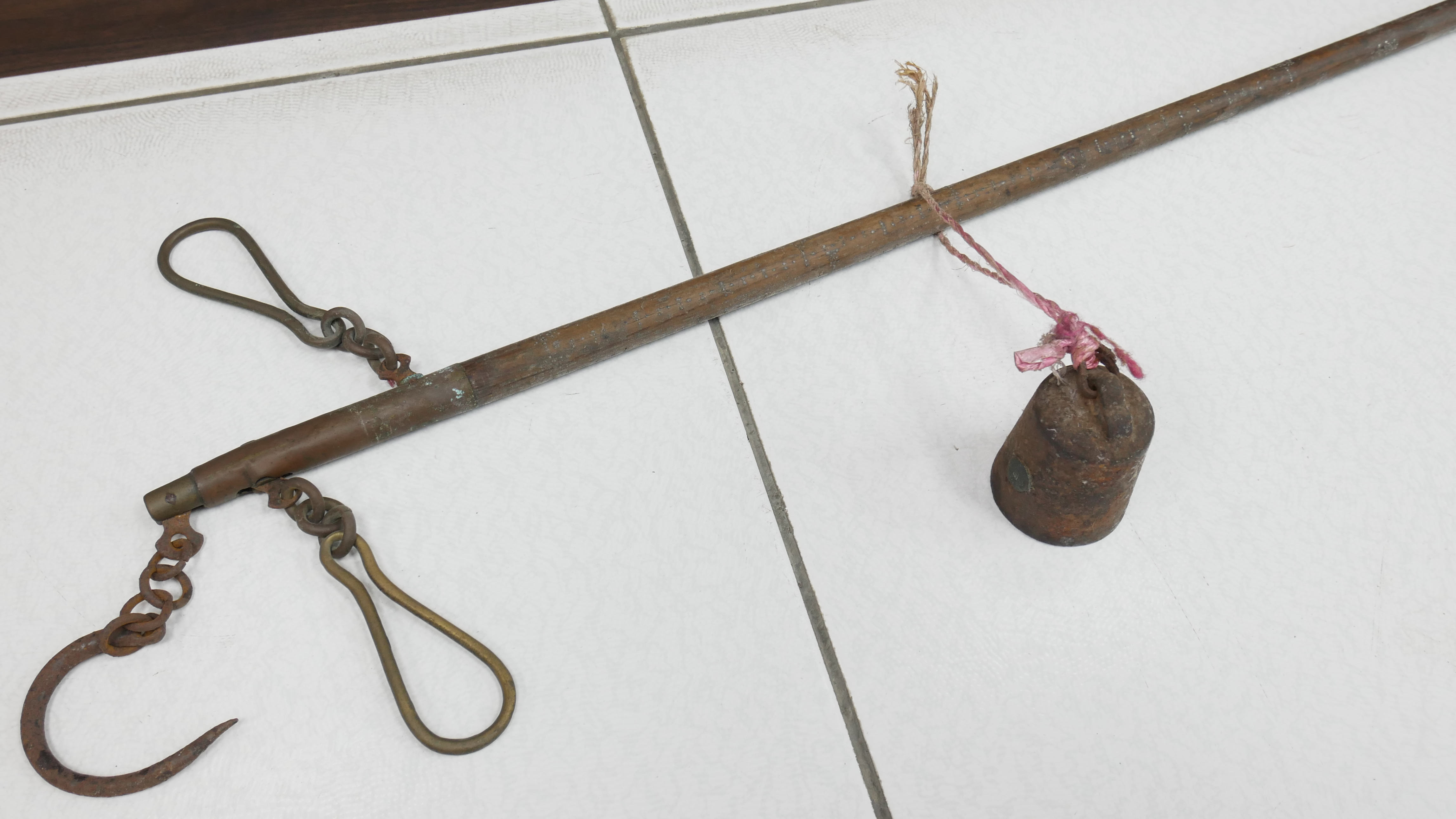
桿秤

- 1 台斤（日斤）[6] = 16 台兩
- 1 台兩 = 10 台錢

公制換算
- 1 台斤 = 0.6 公斤 = 600 公克[7]
- 1 台兩 = 37.5 公克
- 1 台錢 = 3.75 公克

### 面積
- 1 犁 = 5甲 = 50分 = 14670坪
- 1 甲 = 97.8 畝（日畝）[7] = 2934 坪（日坪）
- 1 甲 = 10 分
- 1 分 = 9.78 畝
- 1 畝 = 30 坪[6]
- 1 坪 = 36 平方台尺（平方日尺）｛即6台尺見方，6台尺×6台尺 正方形的面積，約為常見雙人床（兩塊日式塌塌米）大小。｝
- 1 丁 = 24 X 3 公分

公制換算
- 1 犁 ≒ 48495  平方公尺 ≒ 4.8495 公頃
- 1 甲 ≒ 9699.17 平方公尺 ≒ 0.9699 公頃
- 1 分 ≒ 969.917 平方公尺 ≒ 0.09699 公頃
- 1 畝 ≒ 0.99174 公畝
- 1 坪 = {\displaystyle {\frac {400}{121}}} 平方公尺[7] ≒ 3.305785 平方公尺

### 容積
- 1 台斗 = 10 台升 = 100 台合

公制換算
- 1 台升（日升）[6]= {\displaystyle {\frac {2401}{1331}}} 公升[7] ≒ 1.80391 公升